# سيرك (كليبر)
سيرك هي قرية في مقاطعة كليبر، إيران. عدد سكان هذه القرية هو 246 في سنة 2006.